# Ina Bauer
Ina Bauer-Szenes (* 31. Januar 1941 in Krefeld; † 13. Dezember 2014 ebenda) war eine deutsche Eiskunstläuferin, die im Einzellauf startete.
Sie wurde von 1957 bis 1959 deutsche Meisterin. Ihre besten internationalen Ergebnisse waren der vierte Platz bei der Europameisterschaft 1959 und der vierte Platz bei den Weltmeisterschaften 1958 und 1959.

## Leben und Wirken
Eine Zeit lang galt Ina Bauer als weltbeste Kürläuferin, war aber in der Pflicht etwas schwächer, sodass sie nie eine internationale Medaille gewann, trotz der Trainingsaufenthalte bei Startrainer Edi Scholdan in Colorado Springs. Sie erfand den heute nach ihr benannten „Ina-Bauer-Schritt“. Nach aussichtslosem Zurückliegen nach der Pflicht bei der Europameisterschaft 1960 zog sie sich auf Druck ihres Vaters – eines Seidenfabrikanten aus Krefeld – aus dem Amateursport zurück, was ein großer Skandal des deutschen Eiskunstlaufs war.
Nach dem Ende ihrer Amateurkarriere erhielt sie Hauptrollen in den Revuefilmen Ein Stern fällt vom Himmel und Kauf Dir einen bunten Luftballon (jeweils 1961), an der Seite von Toni Sailer. Sie war die Vorgängerin der Eiskunstläuferin Uschi Keszler bei der amerikanischen Eisrevue Ice Follies und heiratete den erfolgreichen ungarischen Eiskunstläufer István Szenes (* 1938), der 1956 nach Deutschland gekommen war. 1967 zurück in Krefeld, betrieb sie in der Folge ein Kunstgewerbe-Geschäft, war Eiskunstlauftrainerin beim Krefelder Eislaufverein (KEV) und gründete nach dessen wirtschaftlichem Ende 1978 den Eislaufverein Krefeld (EVK) mit ihrem Ehemann als Trainer sowie Geschäftsführer.

### Ergebnisse
| Wettbewerb / Jahr        | 1956 | 1957 | 1958 | 1959 | 1960 |
| ------------------------ | ---- | ---- | ---- | ---- | ---- |
| Weltmeisterschaften      | 20.  | 11.  | 4.   | 4.   |      |
| Europameisterschaften    | 13.  | 10.  |      | 4.   | Z    |
| Deutsche Meisterschaften | 2.   | 1.   | 1.   | 1.   |      |